# Homer (Géorgie)
Pour les articles homonymes, voir Homer.
Ne pas confondre avec la ville située dans le même État, Homerville
La ville américaine de Homer est le siège du comté de Banks, dans l’État de Géorgie. Lors du recensement de 2000, sa population s’élevait à 950 habitants.

## Démographie
| 1870 | 1880 | 1900 | 1910 | 1920 | 1930 |
| ---- | ---- | ---- | ---- | ---- | ---- |
| 120  | 140  | 221  | 228  | 291  | 248  |

| 1940 | 1950 | 1960 | 1970 | 1980 | 1990 |
| ---- | ---- | ---- | ---- | ---- | ---- |
| 283  | 340  | 612  | 365  | 734  | 742  |

| 2000 | 2010  | - | - | - | - |
| ---- | ----- | - | - | - | - |
| 950  | 1 141 | - | - | - | - |

## Source
- (en) Cet article est partiellement ou en totalité issu de l’article de Wikipédia en anglais intitulé « Homer, Georgia » (voir la liste des auteurs).